# Orthodes crenulata
Orthodes crenulata är en fjärilsart som beskrevs av Butler 1890. Orthodes crenulata ingår i släktet Orthodes och familjen nattflyn. Inga underarter finns listade i Catalogue of Life.